# Саламниус, Маттиас
Маттиас Саламниус (фин. Mattias Salamnius; 1650, предположительно в Северной Остроботнии, Великое герцогство Финляндское в составе Швеции — 21 января 1691, Паргас) — финский священник, поэт, переводчик.

## Биография
О жизни его известно очень мало, некоторая информация является неподтвержденной. По некоторым источникам, Маттиас Саламниус мог учиться в Упсальском или Дерптском университете, в 1680—1686 гг. он служил капелланом в Губаницком евангелическо-лютеранском приходе на территории шведской провинции Ингерманландия. Губаницкий приход (фин. Kupanitsa) был основан в 1656 году во времена шведского владычества в Невском крае и просуществовал до 1938 года. Восстановлен в 1988 г.

## Творчество
Одно из наиболее примечательных сочинений Саламниуса — «Illo-laulu Jesuxesta», что в переводе с финского означает «Песнь радости об Иисусе», представляет собой переложение Нового Завета калевальским стихом (29 глав и 2265 строф). Оно было впервые опубликовано в 1690 году. Данное сочинение единовременно продолжает традицию апокрифических песен об Иисусе Христе и святых, некогда бывших в финноязычном эпосе, и также оно привносит собственное восприятие в эту традицию, предоставляя материал для последующих сочинений.
Отличительная особенность так называемого калевальского стиха, распространённого в народной поэтической традиции многих прибалтийско-финских народов, в русле которой находится творчество Саламниуса — короткий восьмисложный стих, не содержащий рифм, но изобилующий аллитерацией. Для него также является характерным повторение синонимов в двух рядом стоящих стихах, так что из каждого следующего стиха создается парафраз предыдущего. Калевальские стихи, как правило, исполнялись двумя рунопевцами, первый из которых (учитель) начинал строку, а второй (ученик) её дословно повторял, что способствовало усвоению традиции устным способом.
«Песнь радости об Иисусе» имеет не только высокохудожественную ценность. Она примечательна как попытка донести слово Божие до народных масс доступным для народа способом. В сочинении лаконично, в поэтически стремительной манере, повествуется о рождении, жизни, гибели и воскресении Иисуса Христа. Написанное в поэтической форме, близкой к финскому фольклору и выдержавшее шестнадцать переизданий, произведение Саламниуса пользовалось популярностью в народе, а многие его фрагменты исполнялись народными певцами на мелодии древних рун.